# Jordi Colomer

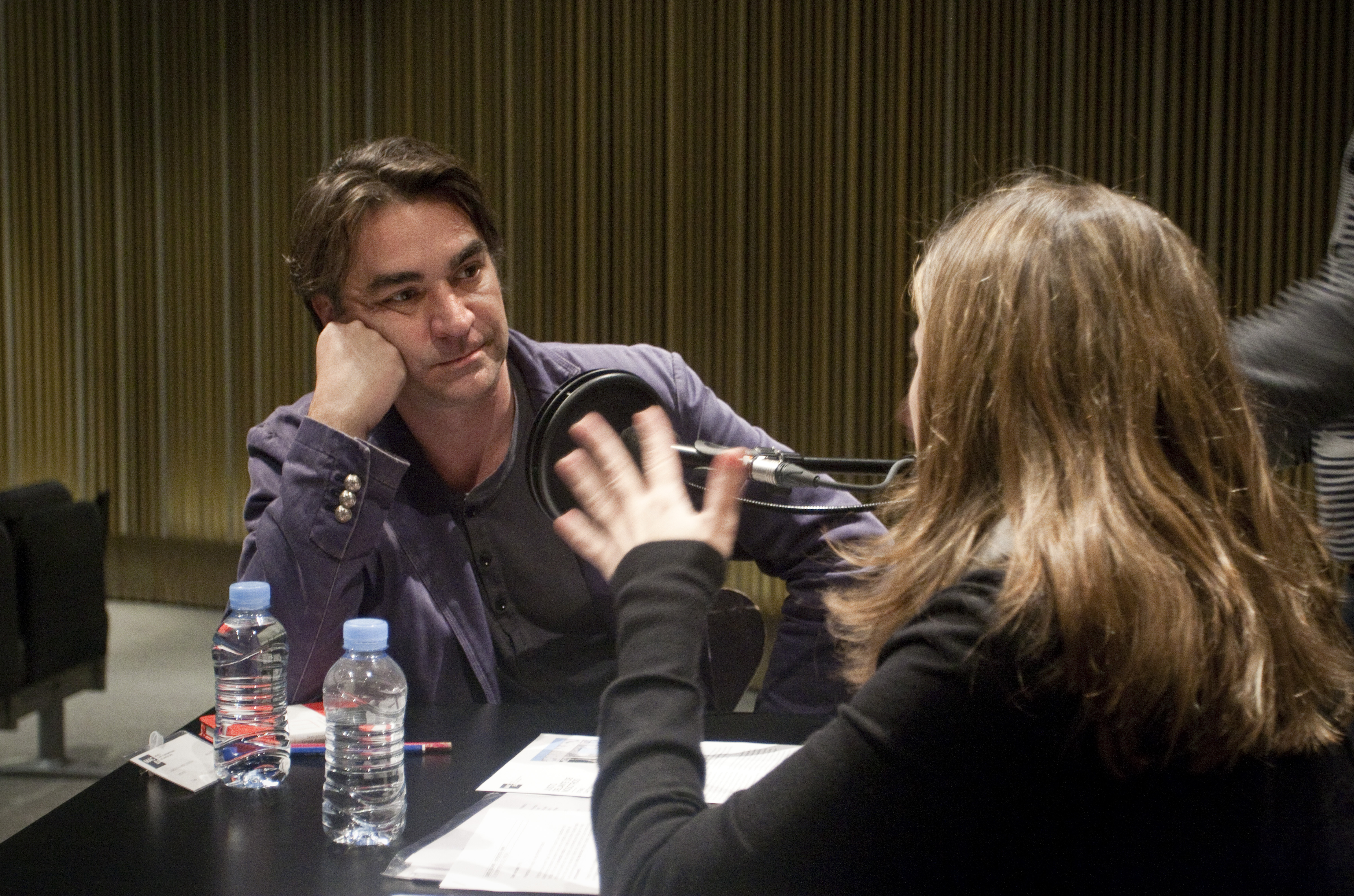
Jordi Colomer entrevistado por Radio Web Macba.

Jordi Colomer (Barcelona, 23 de febrero de 1962) es un artista español contemporáneo. Actualmente vive y trabaja entre París y Barcelona. 

## Trayectoria
En un primer periodo desarrolló una escultura objetual que fue incorporando paulatinamente una escala arquitectónica, construcciones transitables y referencias al teatro y sus dispositivos. En 1996 inicia sus trabajos en vídeo en forma de micro-narraciones de raíz Beckettiana en las que los personajes se confrontan a decorados y objetos -Simo (1997), le Dortoir (2001). Posteriormente desarrolla una singular visión de la ciudad contemporánea. La serie de vídeos Anarchitekton (Barcelona, Bucarest, Brasilia, Osaka), 2002-2004, es una de sus obras más emblemáticas; en esas cuatro ciudades el artista Idroj Sanicne porta maquetas de cartón, réplicas de edificios reales y a través de los cambios de escala se describe una deriva sarcástica y crítica al mismo tiempo. Otras obras importantes son Arabian Stars (2005), rodada en Yemen, Un crime (2005), No Future (2006), En la pampa (2008), "Avenida Ixtapaluca" (2009). En los proyectos más  recientes  investiga las múltiples facetas de la Utopía o de la Distopía y sus relaciones con la ficción y la Historia ; "L'avenir" (2011), "Prohibido cantar-No Singing" (2012), X-Ville (2015). En el año 2008 la Galerie nationale du Jeu de Paume de Paris le dedicó una importante exposición retrospectiva. En 2014 participa en Manifesta X en San Petersburgo (Rusia),  comisariada por Kasper König. En 2017 es elegido para representar el pabellón español en la 57a bienal de Venecia con el comisario  Manuel Segade, donde presenta la instalación "Únete-Join Us!", una reivindicación del nomadismo como acción colectiva. En 2018 funda junto a Carolina Olivares y Eduard Escoffet,"La Infinita" espacio situado en l'Hospitalet de Llobregat (Barcelona), un laboratorio autogestionado de producción y residencias que tiene como misión crear vínculos entre las Artes visuales y las Artes de la escena. Ese mismo año 2018 participa en la Manifesta XII en Palermo (Sicilia) con el proyecto New Palermo Felicissima. 
En 2024 presentó la exposición Façana Foto Festa Futur Fideus en el MACBA de Barcelona, su exposición individual más ambiciosa hasta la fecha.con curadoría de Martí Peran. En ella se reunén una cincuentena de obras desde finales de la década de 1980, en diversos formatos, incluyendo escultura, collages, fotografía, vídeo, instalaciones y acciones en vivo. Por esta exposición recibió el Premio Ciudad de Barcelona de Artes Visuales 2024. 

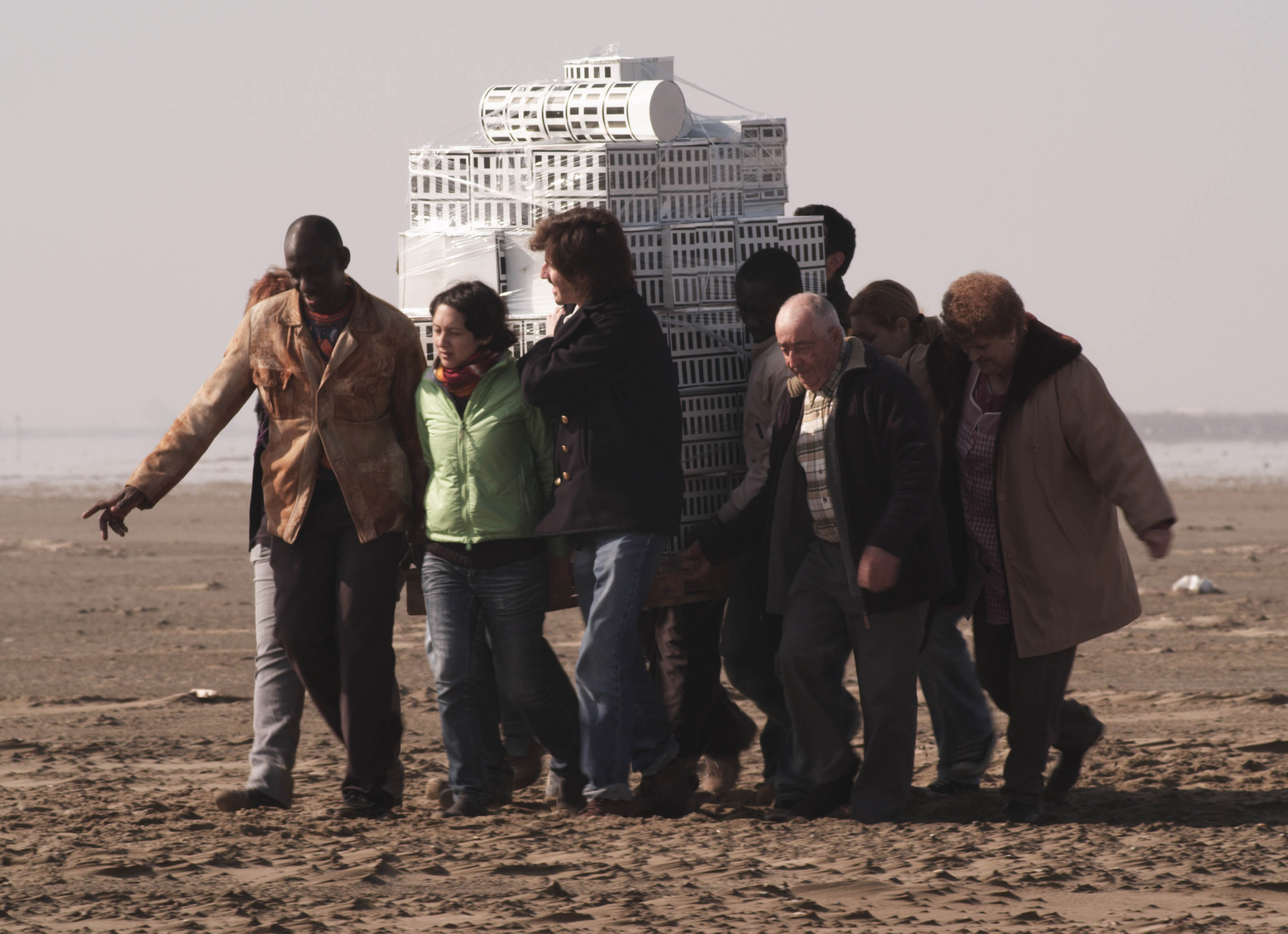
jordi colomer. L'avenir. 2011

Colomer cursó estudios de Historia del Arte UAB y Arquitectura ETSAB así como de arte y diseño EINA, Centro Universitario de Diseño y Arte de Barcelona, escuela con la que colabora actualmente  desde  la plataforma eina-idea y el programa “emboscadas”, intervenciones artísticas in-situ.

## Otras obras
Ha colaborado como escenógrafo para el teatro en obras de Valère Novarina, Joan Brossa, Samuel Beckett y Robert Ashley. Está representado en numerosos museos y colecciones: Museo Reina Sofía (MNCARS), Madrid, Centre Georges Pompidou, París, MUMOK, Viena, Bronx Museum of the Arts, Nueva York, MACBA, Barcelona.